# إرفينغ إس. ريد
إرفينغ إس. ريد (بالإنجليزية: Irving S. Reed)‏ مهندس ورياضياتي وعالم حاسوب أمريكي، حائز على وسام ريتشارد هامينغ عام 1989.